# Пензенская областная картинная галерея имени К. А. Савицкого
Пензенская областная картинная галерея имени К. А. Савицкого — государственный музей в г. Пензе. Крупнейший и один из самых известных музеев Пензенской области. Основан в 1892 году.

## История
Основу музея составила коллекция картин, пожертвованная городу пензенским губернатором Н. Д. Селивёрстовым. С января 1892 года коллекция, получившая название картинной галереи Селивёрстова, была выставлена для широкого обозрения в Швецовской школе (ремесленной школе Ф. Е. Швецова). А «в октябре того же года, — как писали „Пензенские ведомости“, — в помещении картинной галереи Селивёрстова была открыта выставка Товарищества передвижников, на которой экспонировались „Взятие снежного городка“ В. И. Сурикова, „Всюду жизнь“ Н. А. Ярошенко, „Грешница“ В. Д. Поленова, „Страдная пора“ Г. Г. Мясоедова и пр.»
В 1894—1897 году при содействии П. П. Семёнова-Тян-Шанского на завещанные Селивёрстовым городу деньги (свыше 500.000 рублей) в центре Пензы было выстроено здание в стиле модерн по проекту архитектора А. П. Максимова для размещения рисовальной школы. 4 октября 1897 года «Пензенские губернские ведомости» указывали:

Пензенское училище рисования — среднее художественное учебное заведение — имеет целью образование живописцев, скульпторов и рисовальщиков для художественных и художественно-промышленных производств. Ввиду этого оно состоит из училища и музея, в котором сосредоточиваются образцы по художеству и художественно-промышленному производству и другим предметам для наглядно-образовательных целей.

В первом отчёте училища в 1898 году сообщалось, что собрание состояло из 224 художественных произведений (картин, гравюр, акварелей и рисунков), разделённых на три отдела: первый — оригиналы и копии с картин старых мастеров голландской, фламандской и итальянской школ; второй — произведения прочих иностранных художников; третий — специально русский отдел.
Первым директором училища и музея стал К. А. Савицкий, рекомендованный членами совета Академии художеств. Будучи преподавателем МУЖВЗ, Савицкий опасался административной работы — в письме И. И. Шишкину он сообщал: «Я много думал и взвешивал, вникал в устав Пензенской школы, много раз перечитывал многосложные обязанности директора — жестоко ответственное положение». Тем не менее в мае 1897 года он прибыл в Пензу. По его инициативе было разрешено совместное обучение юношей и девушек, устроены мастерские для художников-преподавателей. Из Москвы Савицким были приглашены живописцы П. И. Коровин, Н. К. Грандковский, скульптор К. А. Клодт, а также К. М. Жуков и О. М. Кайзер.
Около 20 картин было подарено известными художниками. В поездках по Пензенской губернии вместе с хранителем музея В. М. Терёхиным Савицкий добывал экспонаты прикладного искусства и предметы религиозного культа мордвы. Российская Императорская Академия передала в дар музею много ценных экспонатов. К 1902 году в музее насчитывалось уже 450 художественных произведений.
Особенно крупные поступления были от генерала А. А. Боголюбова: в 1906 году он подарил 44 картины, старинное оружие, посуду и предметы прикладного искусства, а в 1911—1912 годах по его завещанию в музей поступило 192 единицы живописи, акварелей и рисунков. К 1917 году число художественных произведений составляло почти 1000 единиц.
В 1927 году музей был отделён от училища и присоединён к краеведческому музею, при котором в качестве художественного отдела существовал 10 лет.
Управление по делам искусств в 1937 году приняло решение об образовании Пензенской областной картинной галереи. В 1955 году указом Президиума Верховного Совета РСФСР областной картинной галерее и Пензенскому художественному училищу было присвоено имя К. А. Савицкого.
Более 40 лет — с 1972 по 2015 годы директором галереи был заслуженный деятель искусств РФ Валерий Сазонов (1945—2015).

С апреля 2015 года должность директора галереи занимает заслуженный работник культуры РФ Кирилл Владимирович Застрожный (р. 1951). 

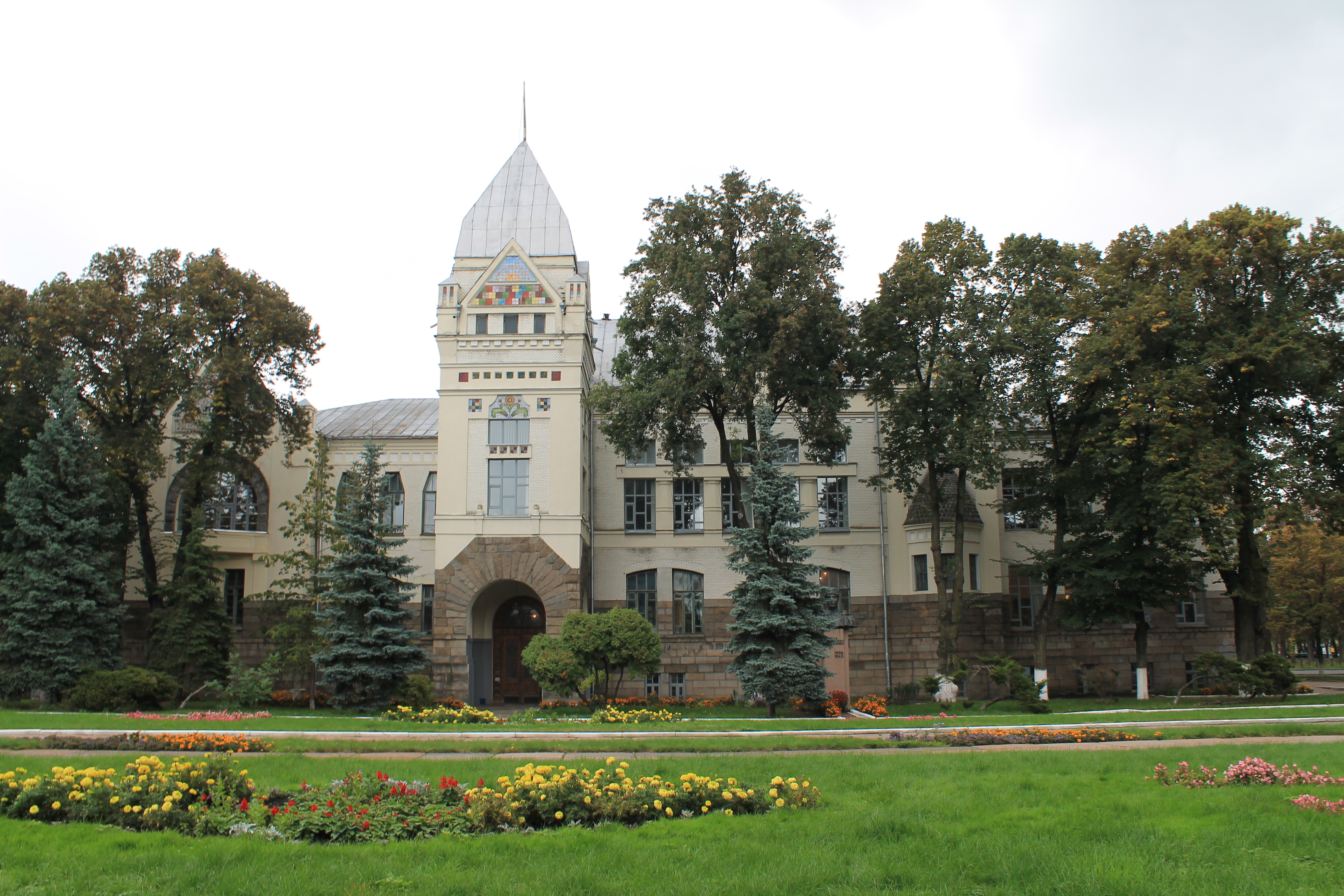
Черниговская областная библиотека имени В. Г. Короленко

Основная коллекция галереи находится в корпусе № 1 — здании Пензенского отделения Крестьянского поземельного банка, построенном в 1910—1912 гг. (арх. А. И. фон Гоген). Копией постройки является здание Черниговской областной библиотеки имени В. Г. Короленко.
Другая часть коллекции находится в корпусе № 2 — здании Губернаторского дома, построенном в 1790-х годах. Корпуса галереи расположены рядом друг с другом (адрес корпуса № 1 — ул. Советская, 3, адрес корпуса № 2 — ул. Советская, 5).
Коллекция галереи состоит из произведений искусства XVII—XXI вв. и насчитывает свыше 12 тысяч единиц хранения. Широко представлено западноевропейское, русское и советское искусство, а также произведения крупных пензенских художников.
Наибольшую ценность представляет собрание произведений голландских художников XVII века (Схалкен, Остаде, Тенирс Младший и др.), французских художников XVII—XIX вв. (Куртуа, Миньяр, Лакмар и др.), немецких художников (Винтерхальтер и др.), а также русских авторов XVIII—XX веков (Рокотов, Левицкий, Макаров, Литовченко, Флавицкий, Айвазовский, Боголюбов, Саврасов, Васильев, Шишкин, Ендогуров, Репин, Харламов, Маковский, Милорадович, Савицкий, Иванов, Врубель, Беклемишев, Песков, Горюшкин-Сорокопудов, Лентулов и др.), советских художников (Фальк, Петров-Водкин, Самохвалов, Кириллова и др.).
Галерея имеет два филиала, которые ранее были самостоятельными музеями: Музей одной картины имени Г. В. Мясникова в Пензе и Музей стекла и хрусталя в г. Никольске Пензенской области.

### Галерея

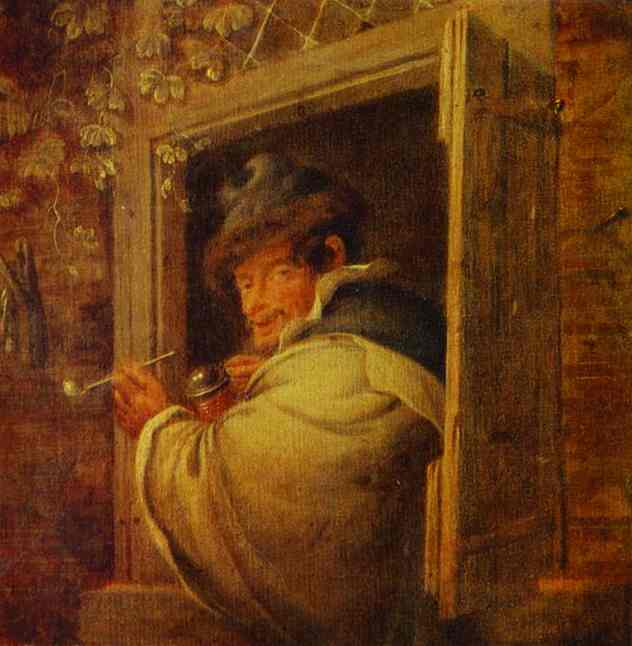
А. ван Остаде. Мужчина в окне. XVII век.
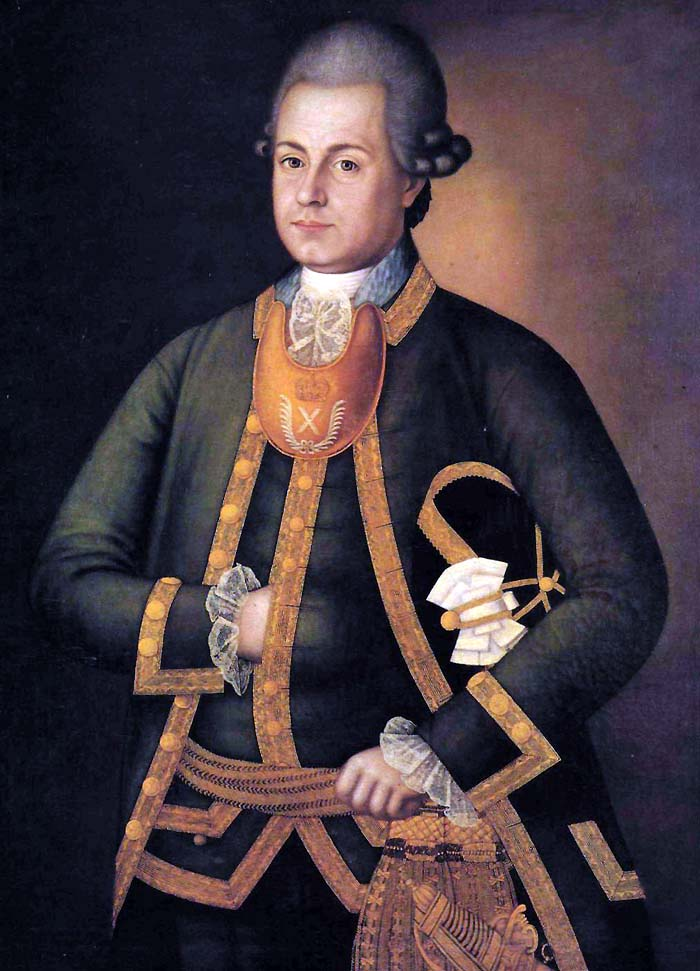
Иван Васильев. Портрет офицера лейб-гвардии Измайловского полка П.И. Ниротморцева. 1774.
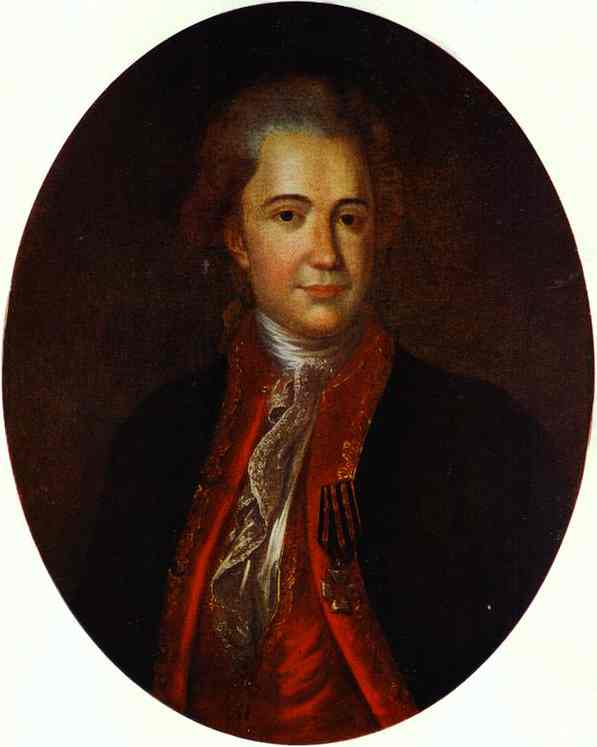
Ф.С. Рокотов. Портрет неизвестного. 1780-е гг.
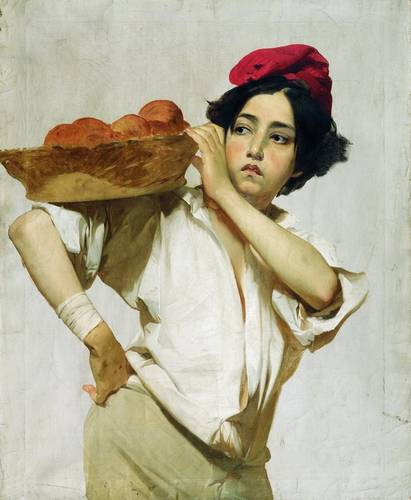
И. К. Макаров. Итальянский разносчик. 1853—1855.
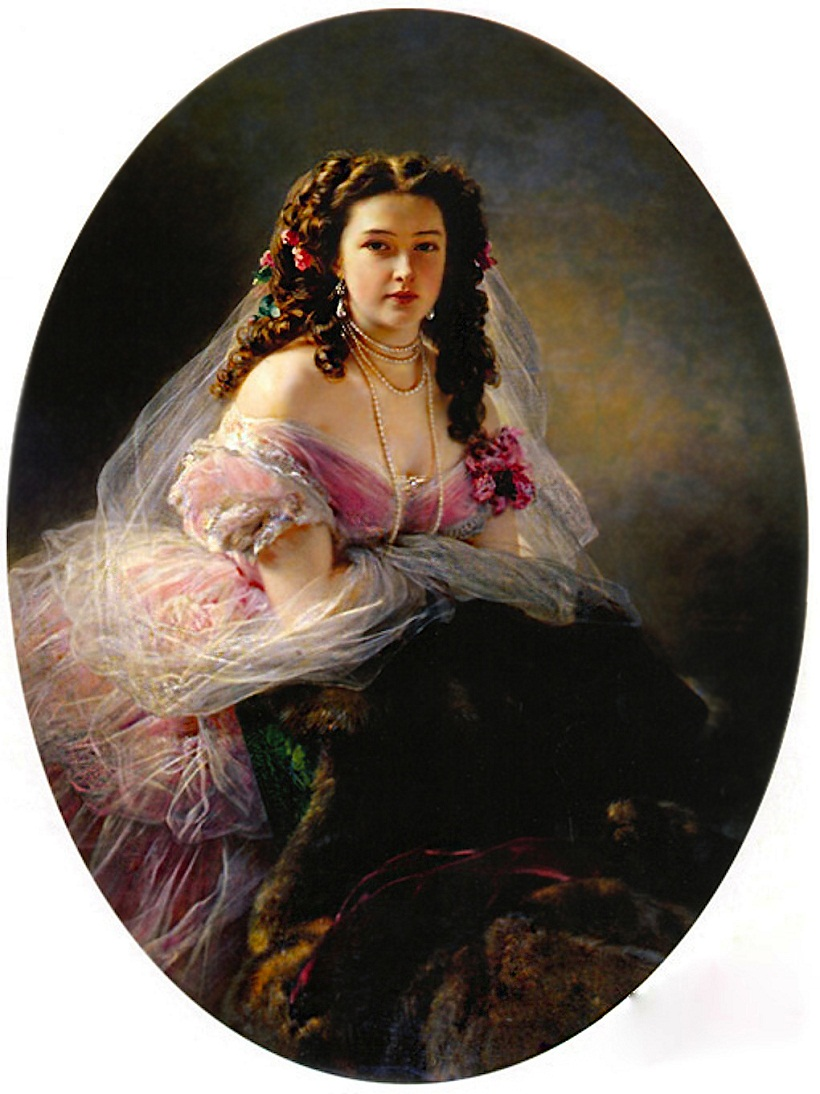
Ф. К. Винтерхальтер. Портрет Варвары Дмитриевны Римской-Корсаковой. 1858.
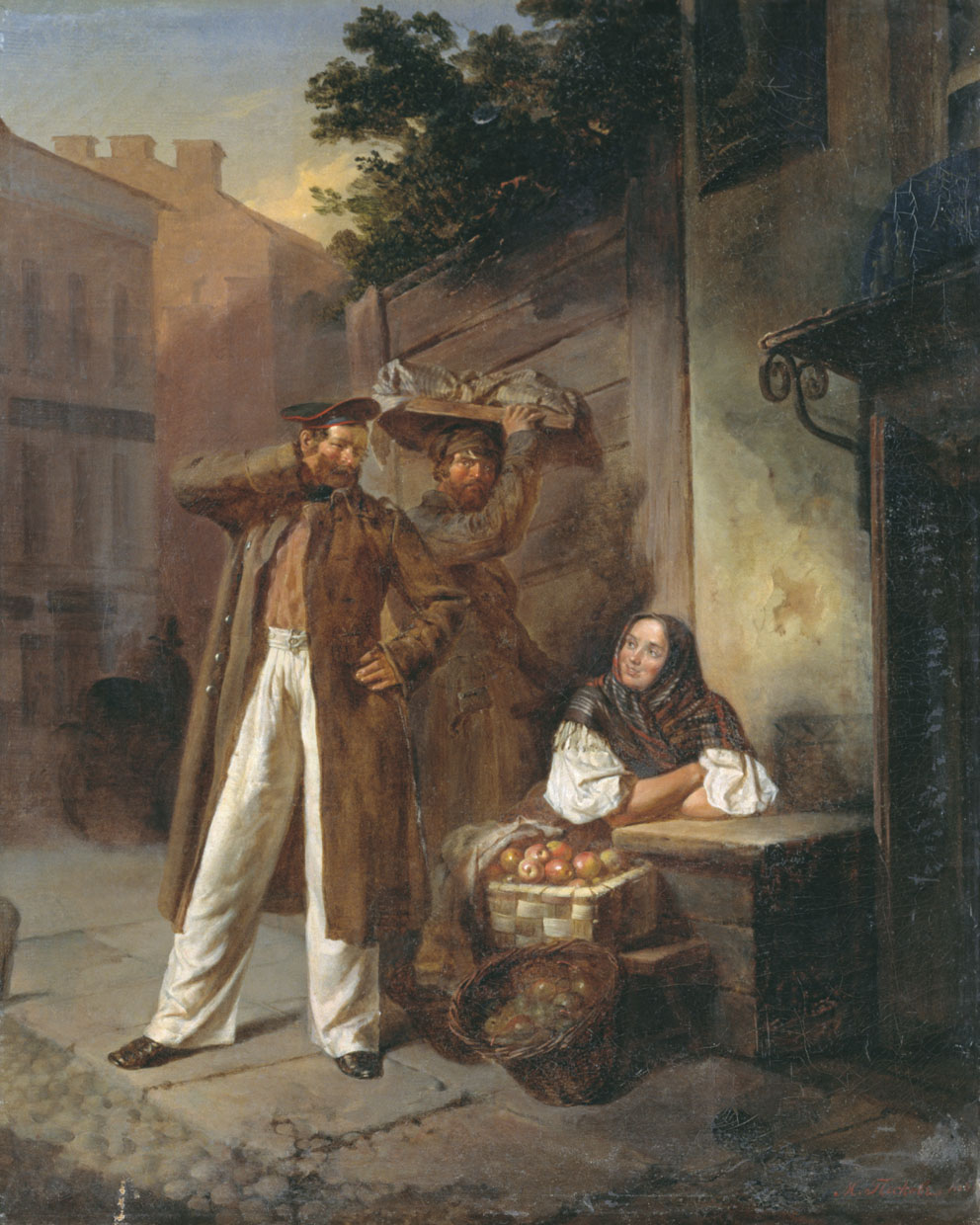
М. И. Песков. Кавалер. 1861.
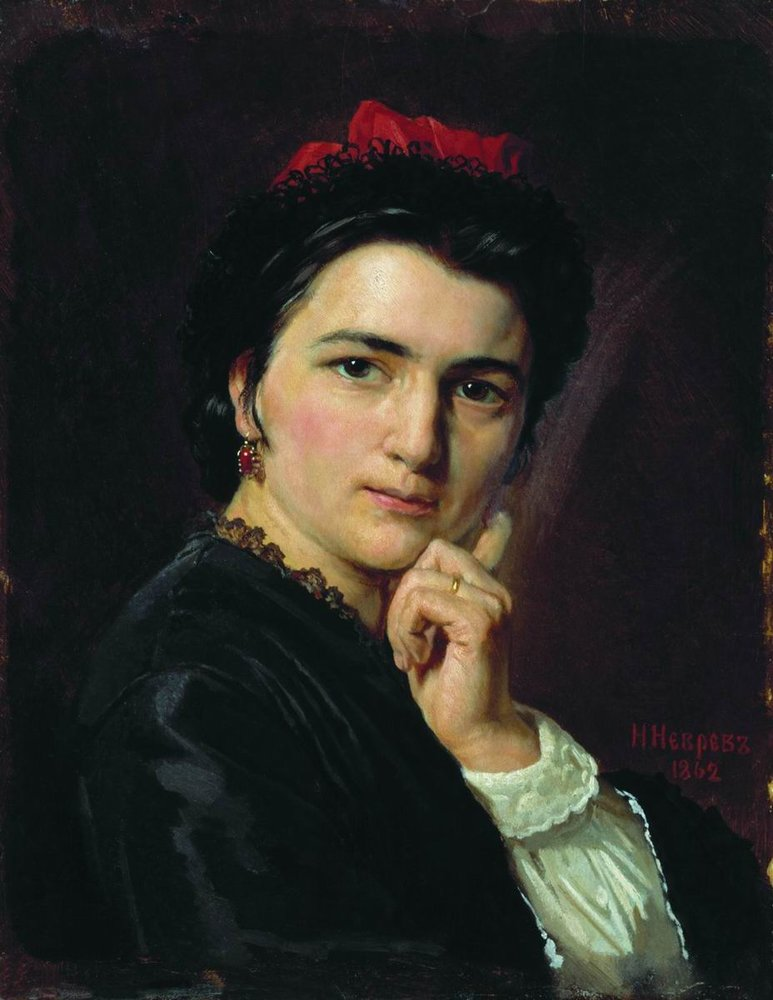
Н. В. Неврев. Портрет певицы Лелевой-Люцанской. 1862.
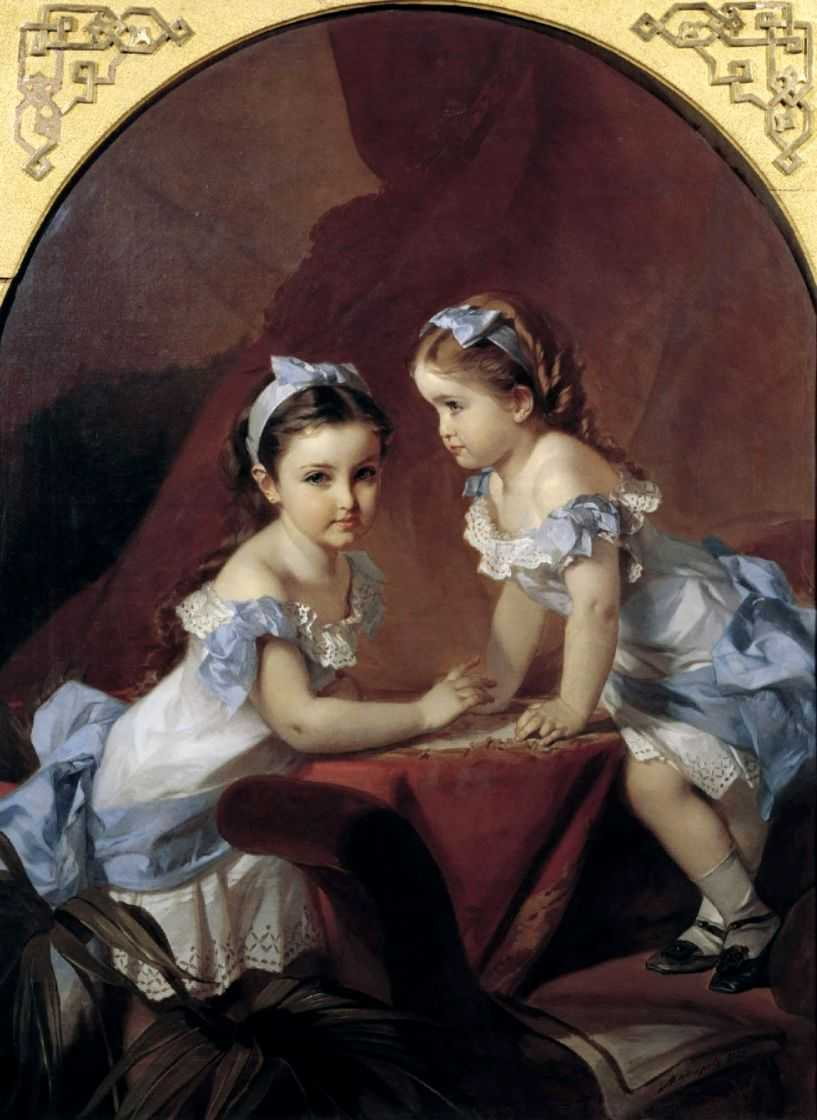
И. К. Макаров. Девочки-сестры. Портрет Лизы и Наташи Араповых. 1879.
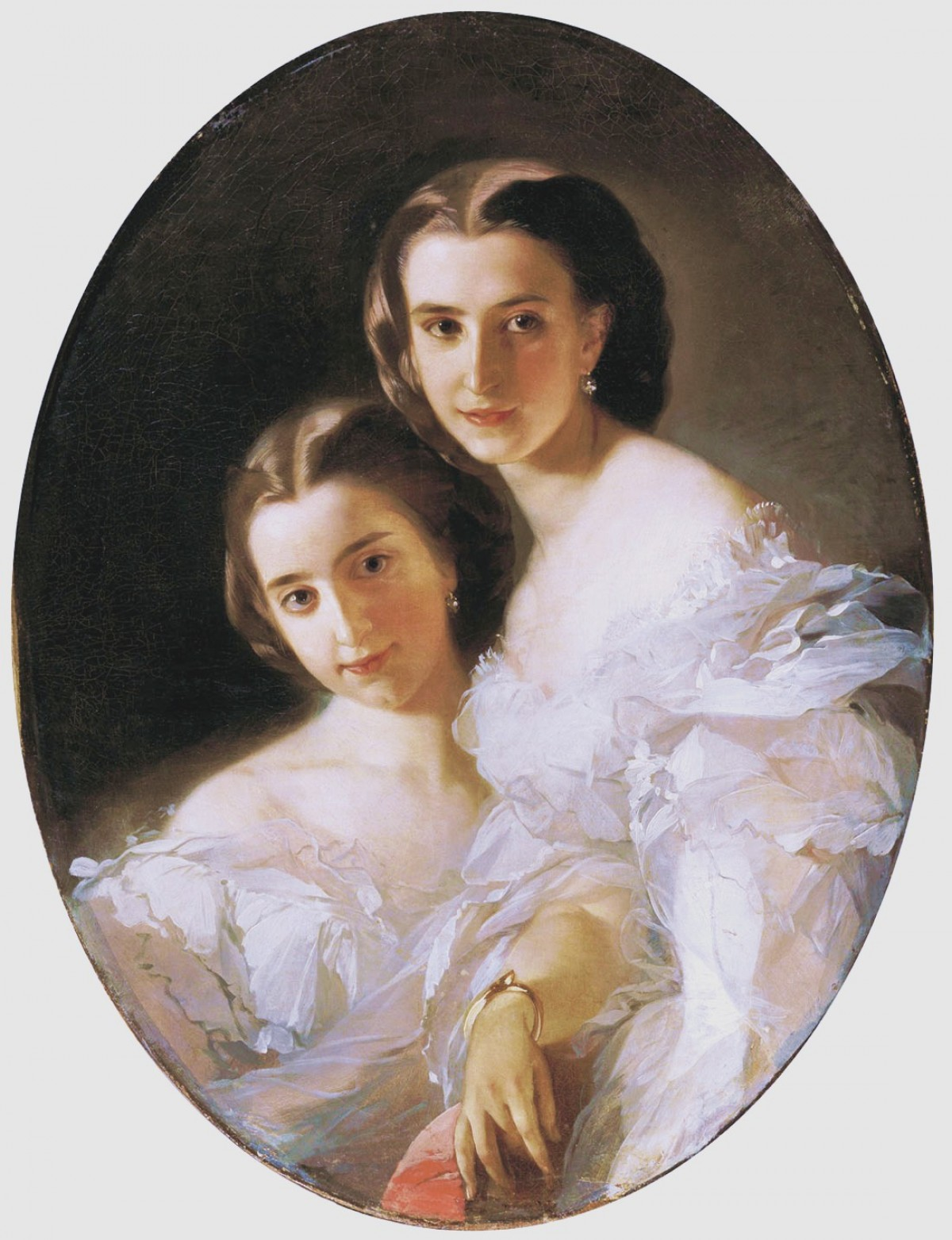
И. К. Макаров. Портрет Ольги и Варвары Араповых. 2-я половина XIX века.
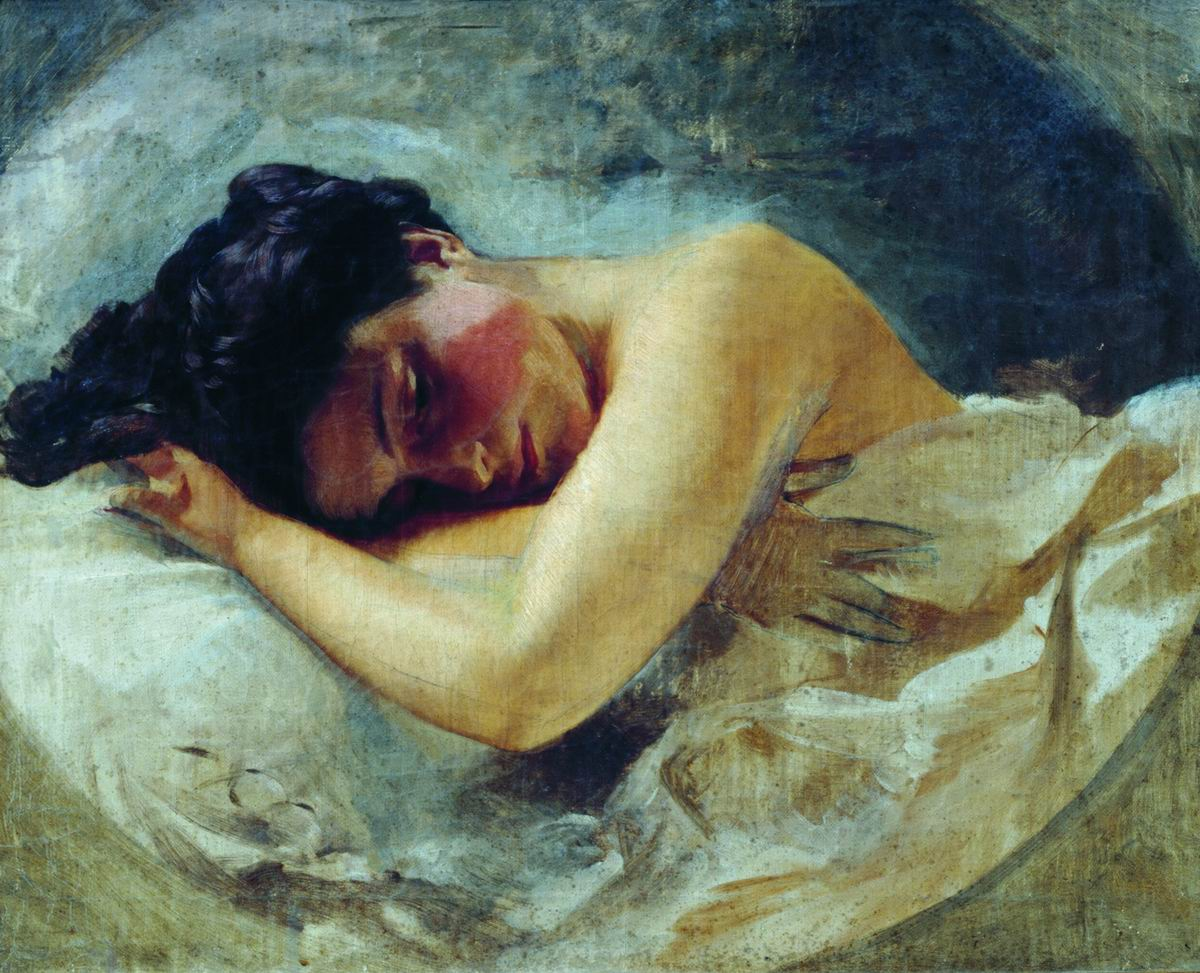
И. К. Макаров. Девушка со склоненной головой. Этюд.
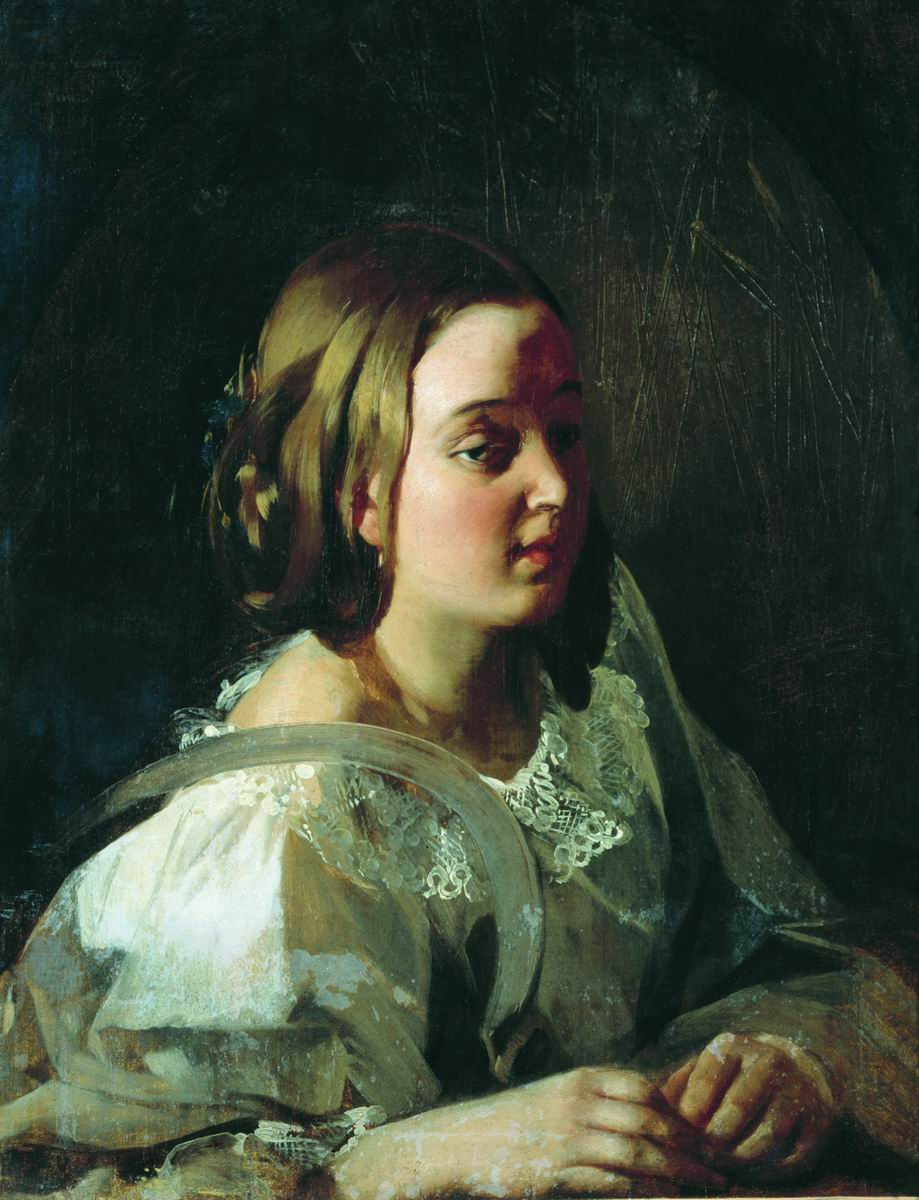
И. К. Макаров. Девушка с серпом.
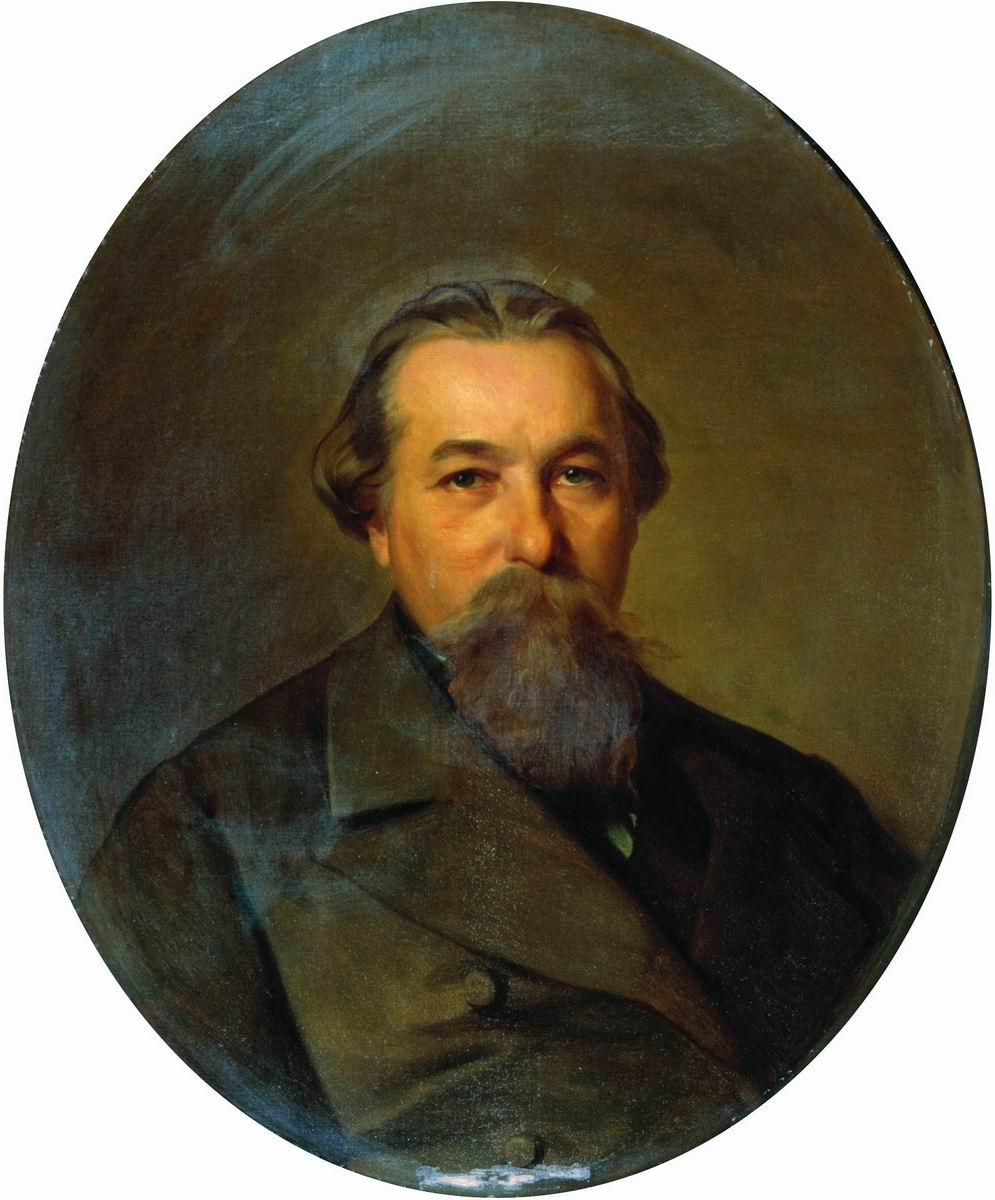
И. К. Макаров. Портрет Андрея Федоровича Карпова. 1886.
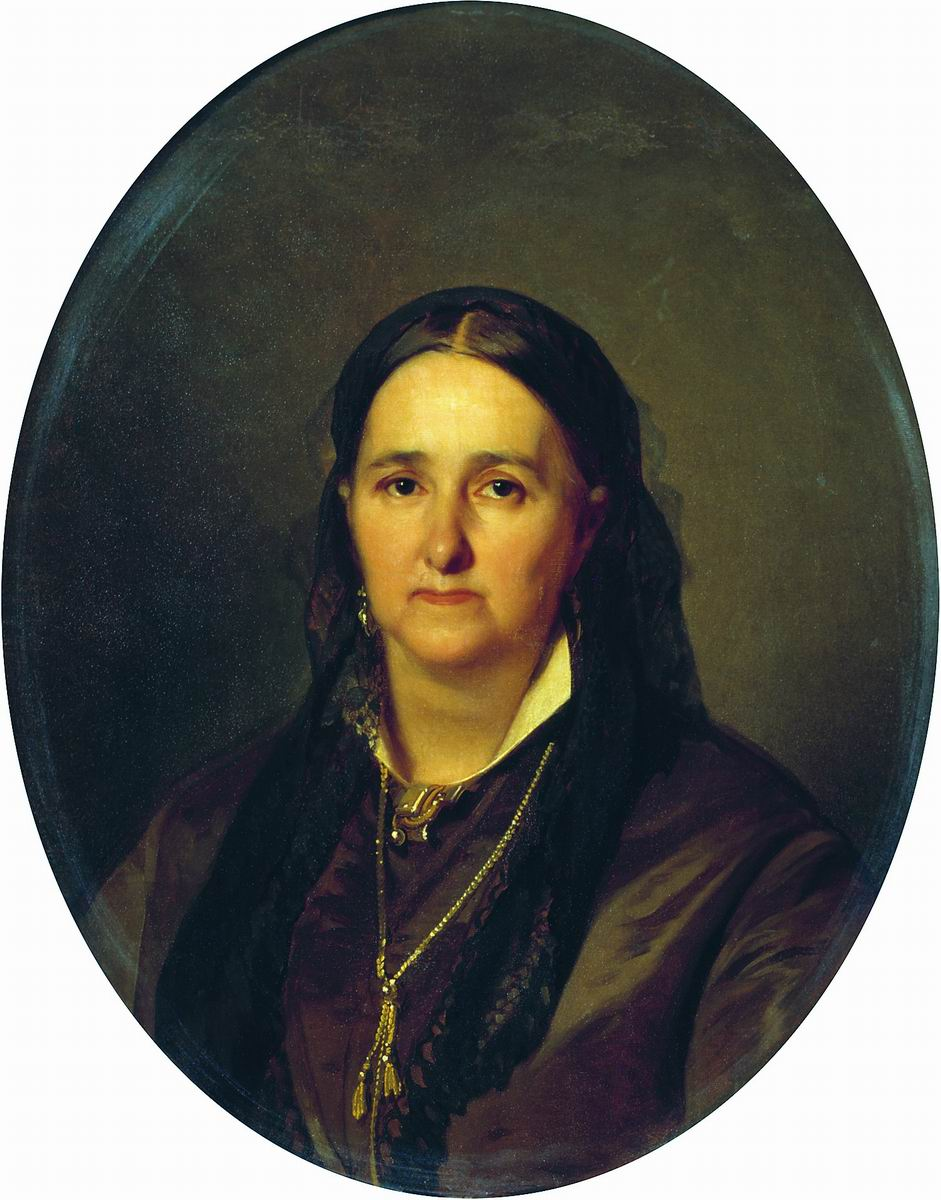
И. К. Макаров. Портрет купчихи П. В. Карповой. 1886.
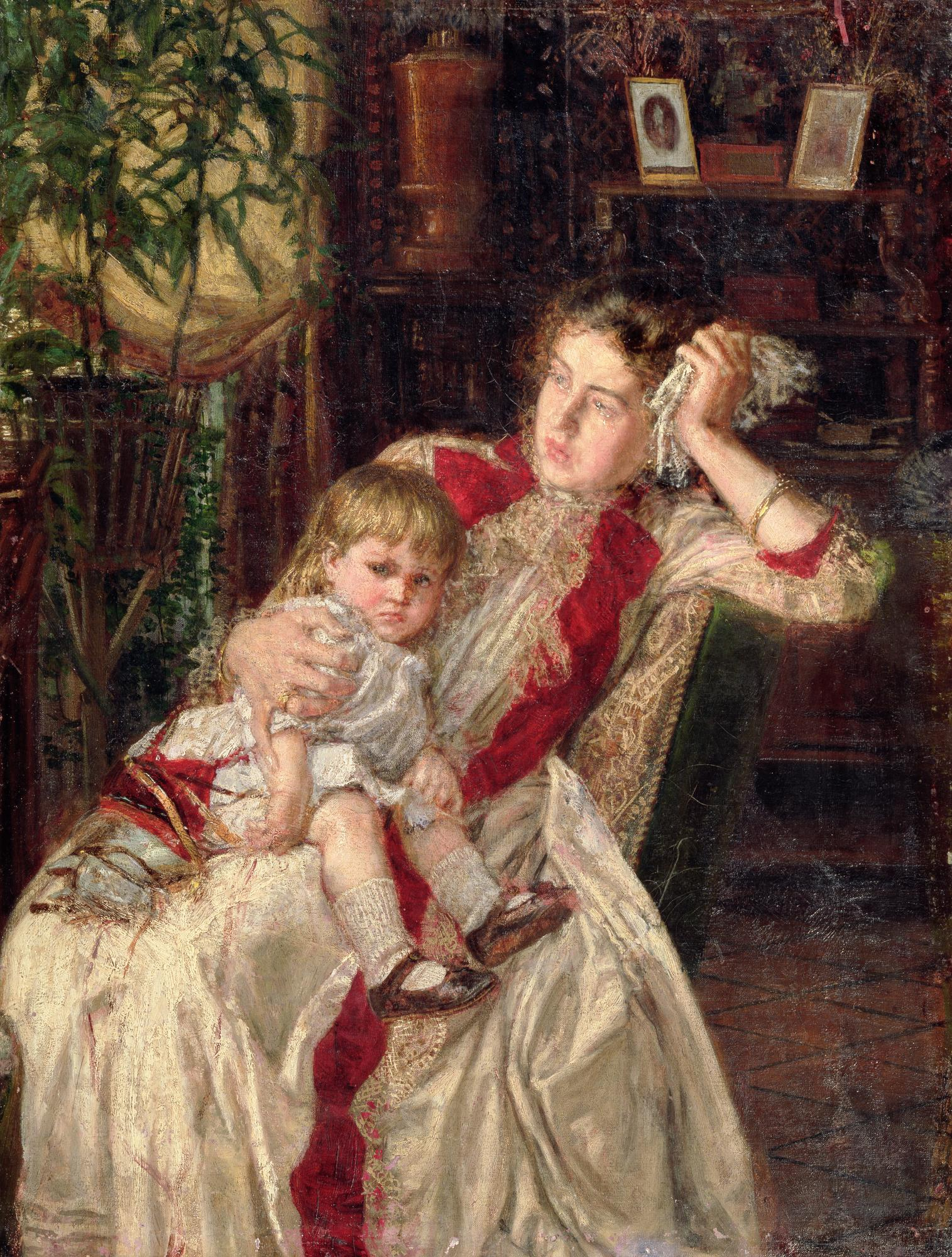
К. А. Савицкий. Не сошлись характером (Разлад). 1890.
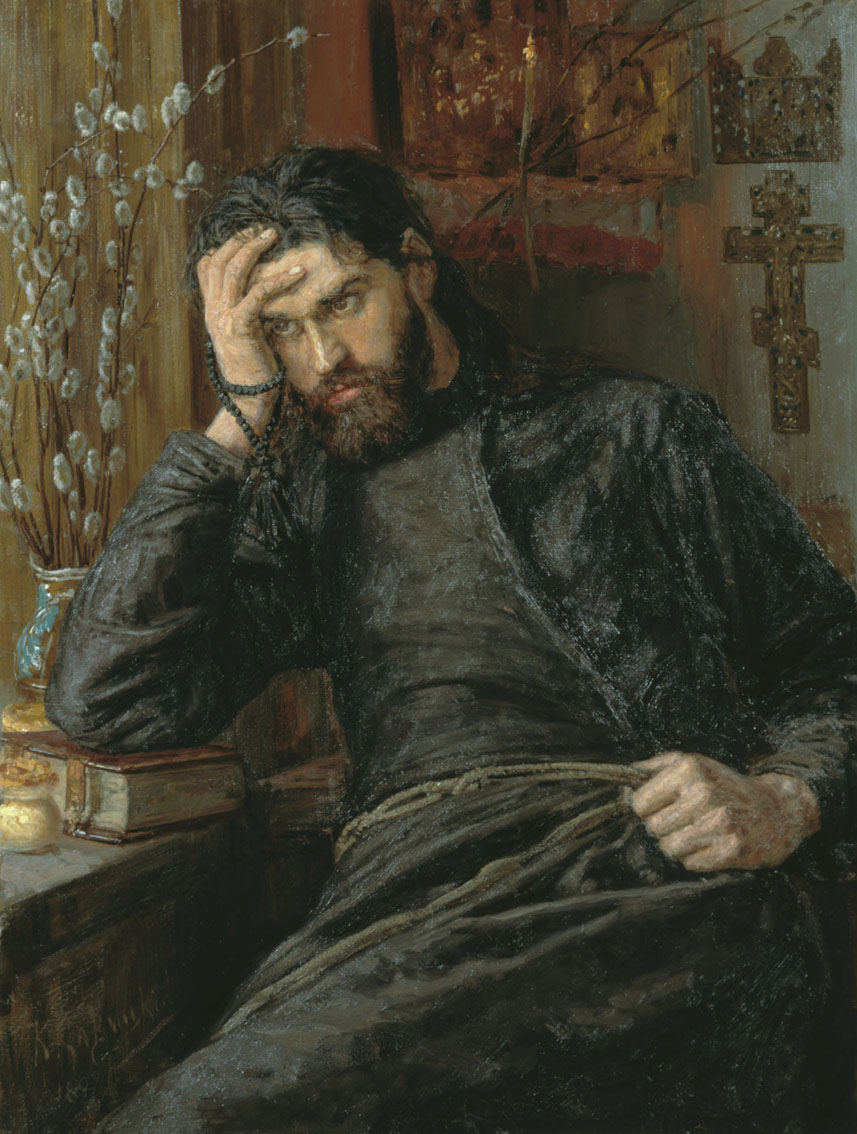
К. А. Савицкий. Послушник. 1897.
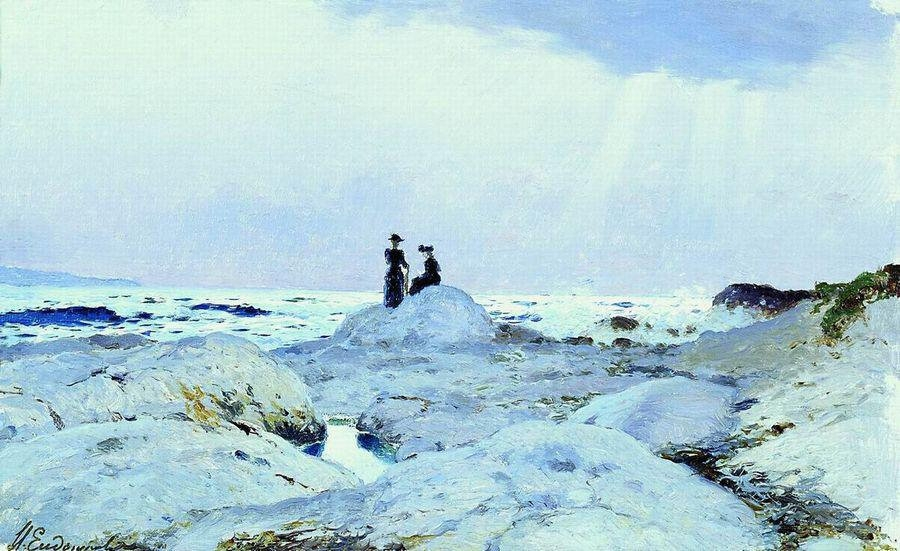
И. И. Ендогуров. Море. 1890-е.
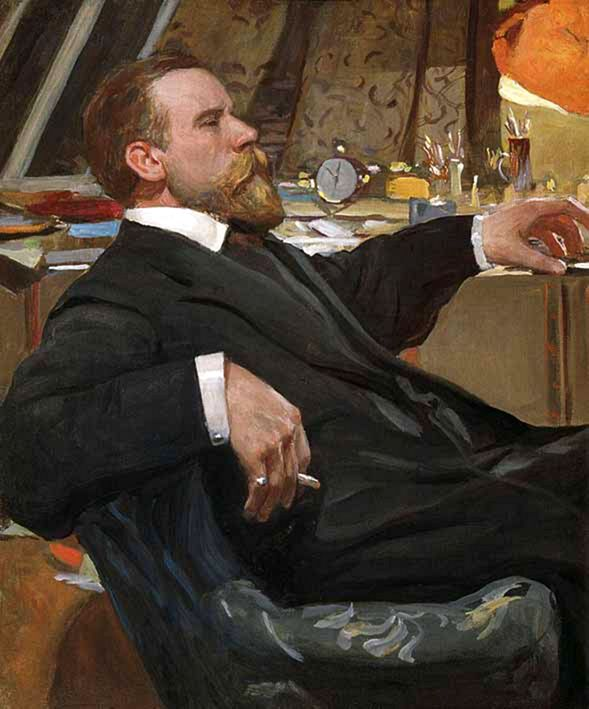
А. И. Вахрамеев. Портрет художника И. С. Горюшкина-Сорокопудова. 1900-е.
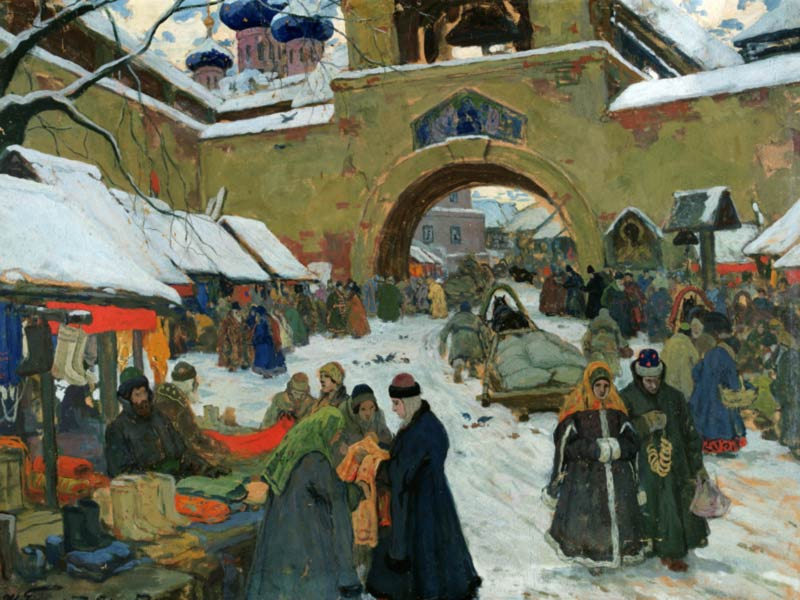
И. С. Горюшкин-Сорокопудов. Базарный день в старом городе. 1910.